# Basílica menor de Nuestra Señora de la Asunción (Sopetrán)
La Basílica Menor Nuestra Señora de la Asunción es un templo colombiano de culto católico dedicado a la Virgen María bajo la advocación de la Asunción, está localizada en el municipio de Sopetrán (Antioquia), y pertenece a la jurisdicción eclesiástica de la Arquidiócesis de Santa Fe de Antioquia. 
Los dineros o terrenos para su edificación fueron donados por Manuel María Dávila y Pedro Sevillano, Juan Buesso de Valdés este último hombre adinerado del pueblo. La construcción se hizo bajo la dirección del sacerdote Pbro. Justiniano Madrid. Los restos de Pedro Sevillano estuvieron sepultados en el altar del Corazón de Jesús, hasta la década de los años 40, fecha en la cual, el párroco ordenó retirarlos para el cementerio porque Sevillano había sido de vida un poco desordenada.
Arquitectónicamente el templo es neoclásico, combina los órdenes clásicos dórico, jónico y toscano, compuesto, cuenta con planta rectangular, su interior está dividido en tres naves, su fachada principal está conformada por dos torres de 28 metros de alto cada una.

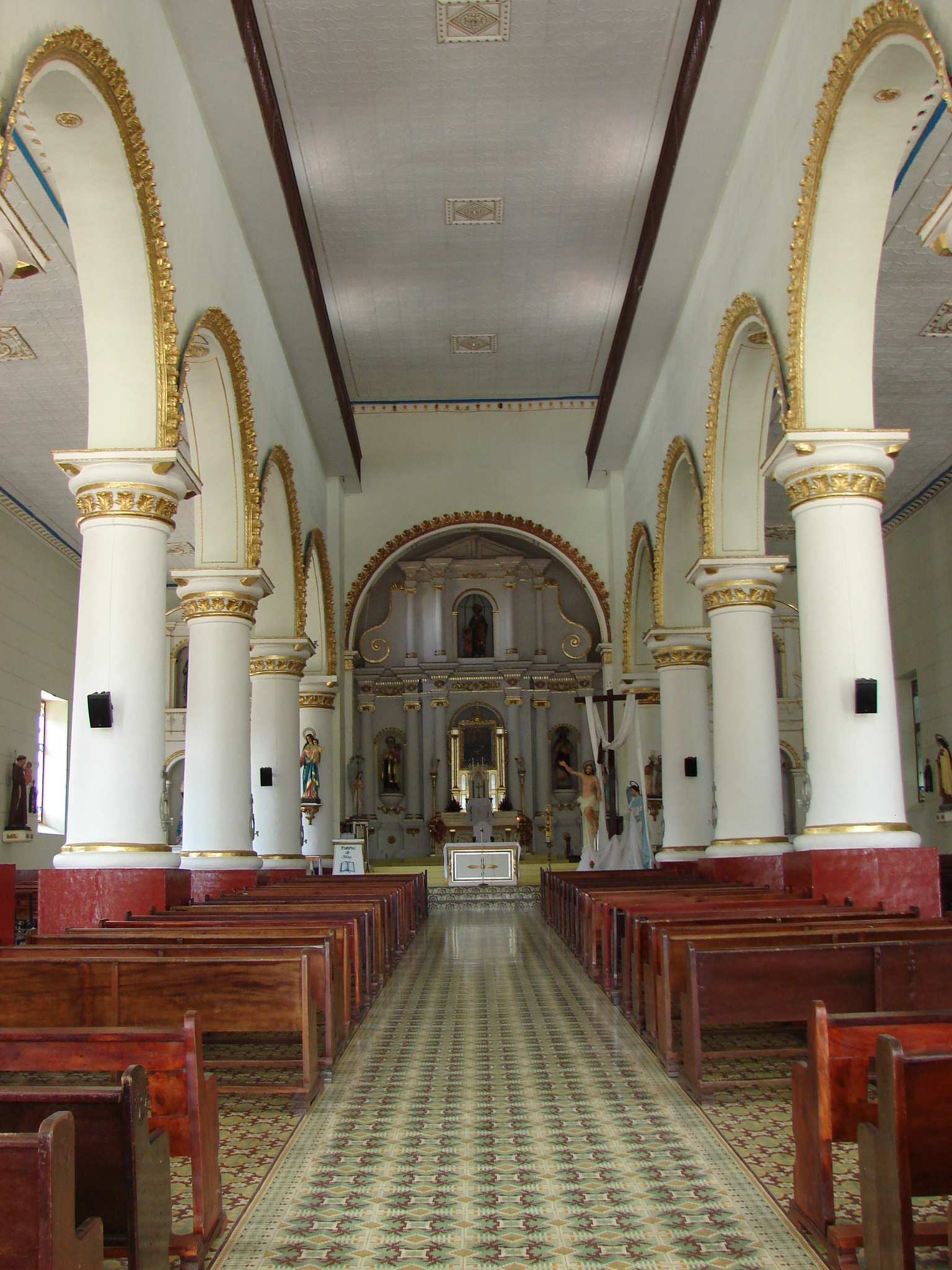
Nave central.

El retablo mayor está constituido horizontalmente por tres cuerpos. El primero es como el zócalo o base. El segundo cuerpo está hecho a la vez por otras tres partes reparados por columnas de fuste liso y con capitel jónico, la parte central el cual sobresale un poco, cuenta con un nicho que alberga el cuadro de Nuestra Sra. de la Asunción, según algunos de origen Quiteño, dicho cuadro está flaqueado por dos pequeñas columnas de fuste liso y capitel corintio. Luego a los dos lados están las partes laterales también con nichos de menos dimensión que el central, los cuales albergan las imágenes de la virgen del carmen a la izquierda y San José a la derecha.
El retablo termina con el tercer cuerpo, el cual se divide en tres partes separadas por columnas de menor diámetro que las del segundo cuerpo pero también con fuste liso y con capitel jónico. La parte central cuenta con nicho que alberga una imagen, y las partes laterales están dos grandes volutas en forma espiral.
Para realzar las formas arquitectónicas los pbros. Ramón Ramírez y Germán Ceballos las hicieron recamar con oro de 22 quilates, dándole al templo la imagen que hoy presenta.